# Gravier Peaks
Gravier Peaks är en bergstopp i Antarktis. Den ligger i Västantarktis. Argentina, Chile och Storbritannien gör anspråk på området. Toppen på Gravier Peaks är 2 315 meter över havet.
Terrängen runt Gravier Peaks är kuperad åt sydost, men åt nordväst är den bergig. Gravier Peaks är den högsta punkten i trakten. Trakten är obefolkad. Det finns inga samhällen i närheten.